# Азоя-ди-Байшу
Азо́я-ди-Ба́йшу (порт. Azóia de Baixo)  —  район (фрегезия) в Португалии,  входит в округ Сантарен. Является составной частью муниципалитета  Сантарен.. Входит в экономико-статистический  субрегион Лезирия-ду-Тежу, который входит в Рибатежу. Население составляет 278 человек на 2001 год. Занимает площадь 4,45 км².